# Táxi (banda portuguesa)
Os Taxi são uma banda rock portuguesa originária do Porto por desmembramento do grupo Pesquisa. Em 1981 conquistaram o primeiro Disco de Ouro do Rock Português com o seu álbum de estreia, Taxi.  

## Carreira

### Início
Os Taxi nascem no Porto em 1979, ainda como Pesquisa, numa formação que incluía João Grande (voz) [n. 1954] , Henrique Oliveira (guitarra) [n. 1957], Rodrigo Freitas (bateria) [n. 1958] e Rui Taborda (baixo) [n.1959].
Absorvendo a influência musical Pós-Punk, New Wave e Ska dos Police, compunham e interpretavam temas originais cantados em inglês, situação que se alteraria quando em Fevereiro de 1981, num dos seus concertos, são "descobertos" por dois elementos da editora Polygram durante um concerto no Colégio Alemão do Porto, que imediatamente os convidam a gravar um álbum.

Capa do Single 1-2-Esq Dto, lançado em 1982.

Para a gravação desse álbum, é-lhes colocada a condição de cantarem em português os temas originais até aí cantados em inglês.

### Anos 80
O álbum "Taxi" incluía temas como "Chiclete", "Tv-Wc", "Taxi", “Vida de Cão” e "Lei da Selva", entre outros. Foi o "primeiro Disco de Ouro do Rock Português", porque "Ar de Rock" de Rui Veloso, apesar de editado antes, não tinha ainda atingido este galardão.
A apresentação do álbum ocorreu em Cascais, em Maio de 1981, aquando da primeira parte do espetáculo dos britânicos The Clash.
Em 1982, depois de um ano repleto de concertos, é editado o álbum "Cairo", cuja capa, inovadora para a época, era uma lata em formato circular. Este novo trabalho incluía temas como "Cairo", "O Fio da Navalha" e "1, 2, Esqº. Dtº.". Atingiu o galardão de Prata (mais de 15.000 unidades vendidas) três dias após o seu lançamento, sendo-lhe atribuído, dias depois, o Disco de Ouro. Foi considerado pelo jornal Público como um dos melhores discos de sempre da música portuguesa.
Um ano depois é editado "Salutz", álbum que incluía o tema "Sing Sing Club" também lançado em formato Maxi-Single. Este álbum não obtém o sucesso dos seus predecessores. A apresentação deste novo trabalho é realizada em Lisboa, no estádio do Restelo, aquando da primeira parte do concerto de Rod Stewart.
Já em 1984 é editado o single "Sozinho / In The Twinkling Of An Eye" que foi gravado em Hamburgo, na Alemanha. Dois anos depois, os Taxi regressam de novo a estúdio para gravar «The Night», um álbum totalmente cantado em inglês.
Abandonam os concertos (por volta de 1986) e a editora lança entretanto a compilação «The Very Best of Taxi».

### Anos 2000
Mantendo a formação de sempre, os Taxi regressam aos palcos em 2007 e dão concertos em duas queimas da fitas (Coimbra e Porto). No ano seguinte reúnem-se novamente para participarem no Festival Roma Mega Rock e em dois concertos nas Queima das Fitas do Porto e Braga.
Em 2005 é editada uma nova compilação "O Céu Pode Esperar" onde, para além dos seus êxitos de sempre, foi incluída uma versão ao vivo do tema "O Fio da Navalha" (tema este gravado no concerto que a banda deu em 2003 na cidade do Braga), uma nova versão do tema “Sozinho” e o inédito "O Céu Pode Esperar".

### 2006
Em 2006, aceitam regressar aos palcos participando no espectáculo comemorativo dos 25 anos do programa Febre de Sábado de Manhã de Júlio Isidro. Nesse mesmo ano dão concertos na Casa da Música do Porto, no Festival Porto Soundz (Porto) e no Festival de Vilar de Mouros. É neste ano que os Taxi anunciam que estavam a compor novos temas originais tendo como objectivo a edição de um novo trabalho.
Conciliando o trabalho de estúdio com os concertos, os Taxi atuam em 2009 nas Arenas Sagres (Lisboa e Faro) e no Festival da Juventude de Alfanena. Em Dezembro de 2009 e mantendo a sua formação de sempre, os Taxi anunciam publicamente, durante a participação num programa da RTP1 ("A Minha Geração", apresentação por Catarina Furtado), a edição do seu novo trabalho discográfico para Maio de 2009. O disco "Amanhã" é apresentado no Coliseu do Porto a 5 de Junho de 2009). Dão também um mini concerto integrado na iniciativa da rádio RFM "Rock in Office".

### 2017
Os Taxi voltam ao estúdio, agora apenas com João Grande e Rui Taborda da formação original, e lançam o single de estreia  "Reality Show" e também a música "Última Sessão". 

### 2023
Iniciam um regresso bastante ativo, marcado com inúmeros concertos, com o lançamento do tema "Nunca Mais", e com a presença na Gala dos Globos de Ouro da SIC. 
2024
Editam "O Best Of", um vinil especial limitado e numerado, em que cada exemplar apresenta uma das 300 capas únicas, num cruzamento inédito em Portugal entre a OpArt de Vasarely dos anos 60 e a criatividade computacional do novo milénio. 
Esta é a primeira vez que uma edição com tantas variações de capa é lançada no nosso país, enfatizando a exclusividade e o caráter inovador do produto e tornando-o ainda mais atrativo para colecionadores e entusiastas da música. Cada fã pode, portanto, escolher a capa com a qual mais se identifica visualmente, numa experiência única e personalizada. 
Paralelamente, anunciam dois grandes espetáculos em nome próprio: Coliseu dos Recreios (Lisboa) a 8 de Novembro de 2025 e Coliseu do Porto (Porto) a 14 de Novembro de 2025. 
Iniciam, assim, as comemorações dos 45 anos de carreira, que culminará no final de 2026. 

## Discografia[1]

### Álbuns
- Táxi (LP, Polygram, 1981)
- Cairo (LP, Polygram, 1982)
- Salutz (LP, Polygram, 1983)
- The Very Best Of (álbum) (LP, Polygram, 1986)
- The Night (LP, Polygram, 1987)
- Amanhã (2007)

Singles
- Chiclete/Vida do Cão (Single, Polygram, 1981)
- 1-2-Esq-Dto/Cairo (Single, Polygram, 1982)
- Sing Sing Clube/Novas Aventuras de Bingo Bongo/Instante (Single e Maxi-Single, Polygram, 1983)
- Sozinho/In The Thinkling Of An Eye (Single, Polygram, 1985)

- Reality Show (2020)
- Ultima Sessão (2020)
- Glory to Ukraine (2022)
- Nunca Mais (2023)

### Compilações
- The Very Best of Táxi (Compilação, Polygram, 1993)
- O Céu Pode Esperar - O Melhor dos Táxi (Compilação, Polygram, 1999)
- Ontem - O Melhor de Táxi (Compilação, Universal, 2009)
- "O Best Of" 1981 - 2026 (Compilação, Uguru - licenciado por Universal Musical Portugal)